# Laurens Pijl
Laurens Pijl (? – Batavia, 18 september 1705) was een koopman in dienst van de VOC. Hij was van 1673 tot 1679 commandeur van Jaffna, van 1679 tot 1692 gouverneur van Ceylon en vanaf 1685 raad van Indië.

## Biografie

### Koopman

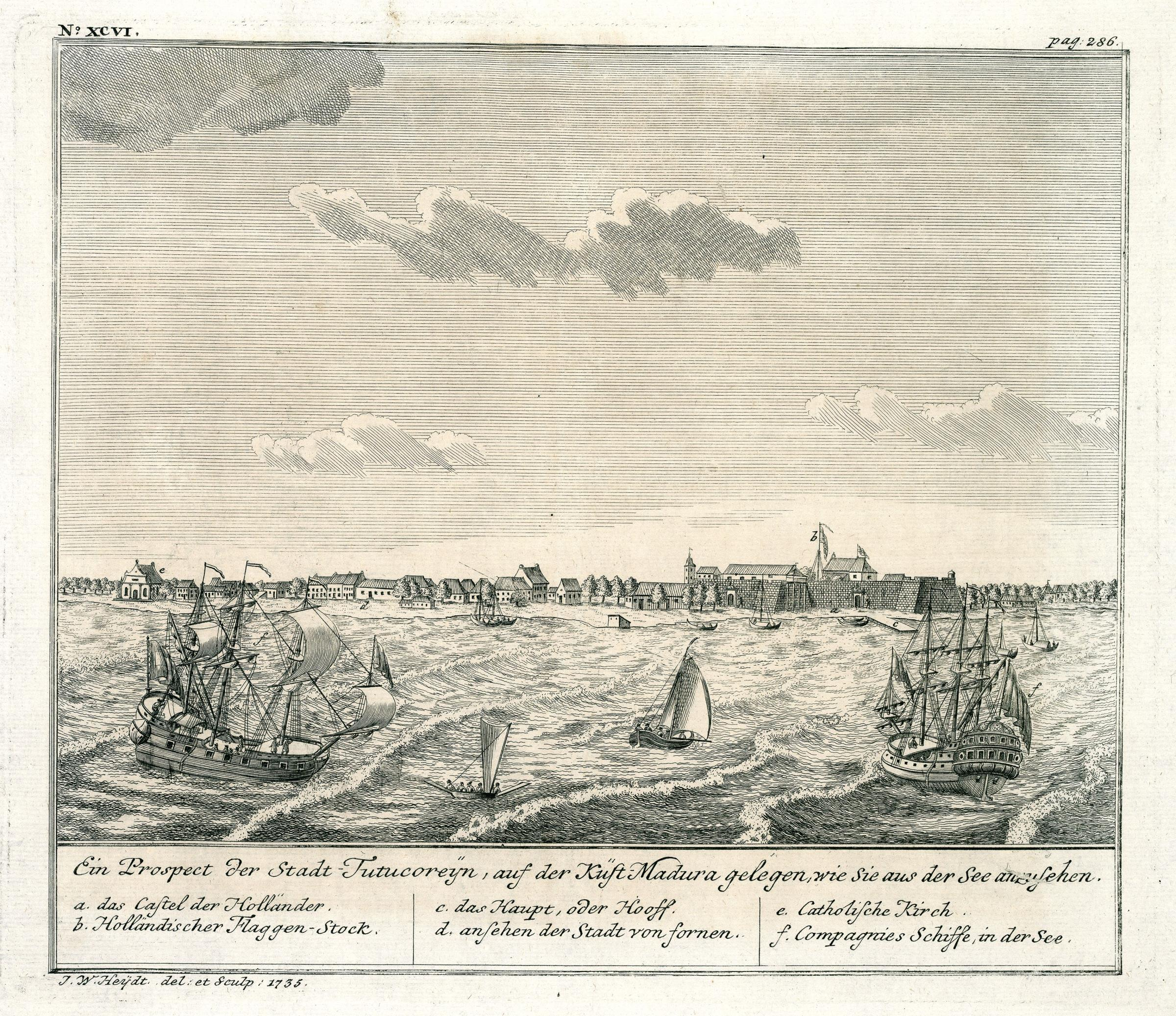
Tuticorin

Laurens Pijl ging in 1654 als lichtmatroos op het schip De Vrede naar Indië. In 1662 was hij onderkoopman in Ceylon, en het jaar daarop in Kanara, vlak bij de VOC-loge in Vengurla op het noordelijke deel van de Malabarkust. In 1665 werd hij bevorderd tot koopman en opperhoofd van het in 1658 op de Portugezen veroverde Tuticorin. Twee jaar later werd hij opperkoopman. De handel nam onder zijn leiding toe, zo schrijft de Raad in Batavia het jaar daarop aan de Heren XVII. Die handel bestond vooral uit textiel en rijst. De door wevers en ververs in het achterland gemaakte gekleurde stoffen, door de Hollanders lijwaten genoemd, waren van groot belang voor de intra-Aziatische handel, omdat ze geruild konden worden voor specerijen in de oostelijke archipel. Later werden ze ook populair in Europa. De rijst werd geëxporteerd naar Ceylon en Malabar, gebieden die niet zelf-voorzienend waren en waar de VOC territoriale en bestuurlijke verantwoordelijkheden had. Aan het meest zuidelijke deel van de kust waren ook parels en schelpen geschikte handelsproducten.
Hierna ging Pijl weer in Ceylon werken, hoewel hij nog regelmatig naar de 'overwal' ging voor onderhandelingen, omdat hij daar bekend was en 'invloed' had.
In 1671, bij dreiging van een Franse vloot, het 'Perzisch Eskader', dat op zoek was naar een geschikte plek in Azië om als basis te dienen voor de pas opgerichte Franse Oost-Indische Compagnie, bood de 'wackere jongeman' zich bij de gouverneur, Rijcklof van Goens, aan als vice-vlootvoogd onder de ervaren Adriaan Roothaes, die sinds 1660 commandeur van Galle was. De vloot moest het de Fransen moeilijk maken zich in Ceylon te vestigen. Toen Roothaes stierf volgde Pijl hem op. De poging van de Fransen mislukte, waarna ze vertrokken naar de Coromandelkust.
In 1673 werd Pijl commandeur van Jaffna, aan de noordkust van Ceylon, waar hij onder andere zorgde voor een toename van het aantal olifanten dat aan de Compagnie werd geleverd. De olifanten werden met aanzienlijke winst verkocht aan handelaren uit India en Bengalen.
In 1677 werd hij tot secunde (vice-gouverneur) van Ceylon benoemd, onder Rijcklof van Goens de Jonge. Deze vertrok in 1679 naar Batavia. Zijn beoogde vervanger, Johan Bax van Herenthals, overleed voordat hij aan zijn nieuwe baan kon beginnen. Pijl kwam toen in zijn plaats, met in eerste instantie de titel van commandeur. In mei van dat jaar was ook een zoontje geboren, Laurens, dat echter op 22 september overleed. Zijn grafsteen is te zien in de Nederlandse kerk in het fort van Jaffna.

### Gouverneur
Op 8 september 1681 werd Pijls titel officieel gouverneur van Ceylon en werd hij benoemd tot buitengewoon Raad van Indië. Batavia verlangde van hem adviezen 'daar men volkomen staet op can maeken sonder het goede te seer op te proncken en het quade te verbergen'. Men wilde de waarheid weten 'sonder met winderige concepten, opgepronckte calculatiën, dubieuse stellingen, snorken, roemen etc. langer in twijffelingh en onsekerheyd gehouden te worden'.

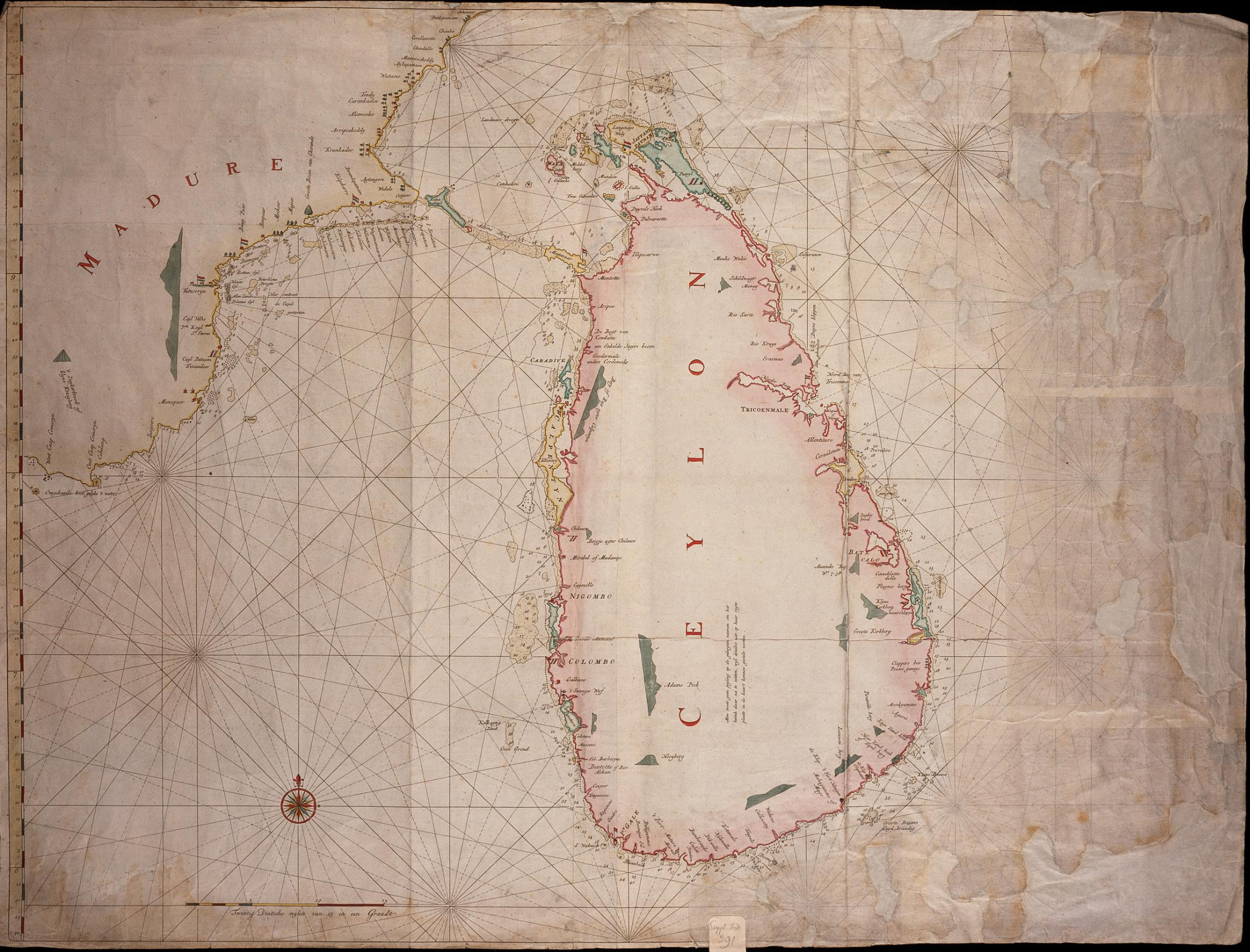
Ceylon en de 'overwal' van de Coromandelkust, verbonden door de Adamsbrug

Met het vertrek van gouverneur Van Goens de Jonge en de in de Raad door directeur-generaal Speelman en zijn factie overvleugelde en zieke gouverneur-generaal Van Goens senior, zag Batavia kans het Ceylonbeleid over een andere boeg te gooien. Het expansionistische en hardhandige beleid had niet het voorspelde rendement gehad, zodat dit werd vervangen door een beleid gericht op slimme diplomatie en vrede met de vorst van Kandy in het binnenland, Raja Singha II, in de hoop een klimaat te scheppen waarin de kaneel- en olifantenhandel ongestoord kon plaatsvinden. Pieter Van Dam schrijft in zijn 'Beschrijvinge van de Oostindische Compagnie' dat Pijl 'volgens en in naekominge van de ordre hem van Batavia toegesonden gantsch contrarie maximes als de voorgaende invoerde en gebruyckte, Raja Singha sooveel als in hem was tragtende tegemoet te komen en te believen, zoo door het schryven van beleefde brieven, met geschenken verselt, als door gesanten.'

Pijl noemde zich 'des koning's gouverneur van Colombo', verantwoordelijk voor het beschermen van de kust van Ceylon tegen indringers. De geschenken bestonden uit Perzische paarden, zijde uit Bengalen, porselein uit China, houtsnijwerk uit Oost-Indië en vele andere producten uit het handelsnetwerk van de VOC in Azië. De gezanten werden, zoals gebruikelijk, tegengehouden bij de grens of vastgehouden in Kandy, zoals Jacob Cuyk van Mierop. Hij vertrok in '82 naar Kandy en bleef jaren gevangen. Hij wist briefjes naar buiten te smokkelen die Colombo bereikten en waaruit bleek dat hij psychisch verward was geraakt. Twee gezanten uit Batavia die een brief van gouverneur-generaal Speelman wilden overhandigen moesten onverrichter zake terugkeren. Enkele gevangenen, zowel Hollanders als Engelsen van het schip de Anne van Robert Knox en schipbreukelingen van de Persia Merchant slaagden erin te ontsnappen. Raja Singha eiste dat ze terug naar Kandy werden gestuurd maar Pijl weigerde dat.

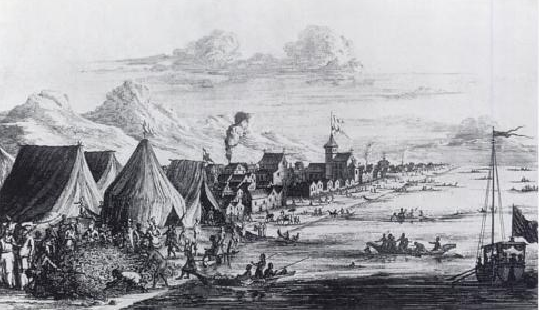
Parelvisserij bij Tuticorin. Tekening van Johan Nieuhof

In 1682 werden ook maatregelen genomen om het protestantisme te bevorderen, in de hoop een aan de VOC loyale bevolkingsgroep te creëren. Pijl trachtte met een ordonnantie tegen de uitoefening en verspreiding van het rooms-katholicisme (1 juli 1682) de invloed van deze "valsse en verkeerde leere" in te dammen. Er waren nog "veele creaturen der Portugeesen" binnen de kolonie en hun werden nu bijeenkomsten en "missen off andere exercitiën van de roomse off pauselijcke ceremonies" verboden. Van katholieken werd vaak gevreesd dat ze streefden naar een terugkeer van de Portugezen.
De werkzaamheden aan het fort van Colombo vorderden minder snel dan de bedoeling was door gebrek aan mankracht. Men was nog steeds bezig het oorspronkelijk Portugese fort kleiner maar sterker en moderner te maken.

Ook correspondeerde Pijl met de wetenschapper en verzamelaar Nicolaes Witsen, en werd onder zijn bewind de flora van het eiland bestudeerd en in aquarellen afgebeeld.

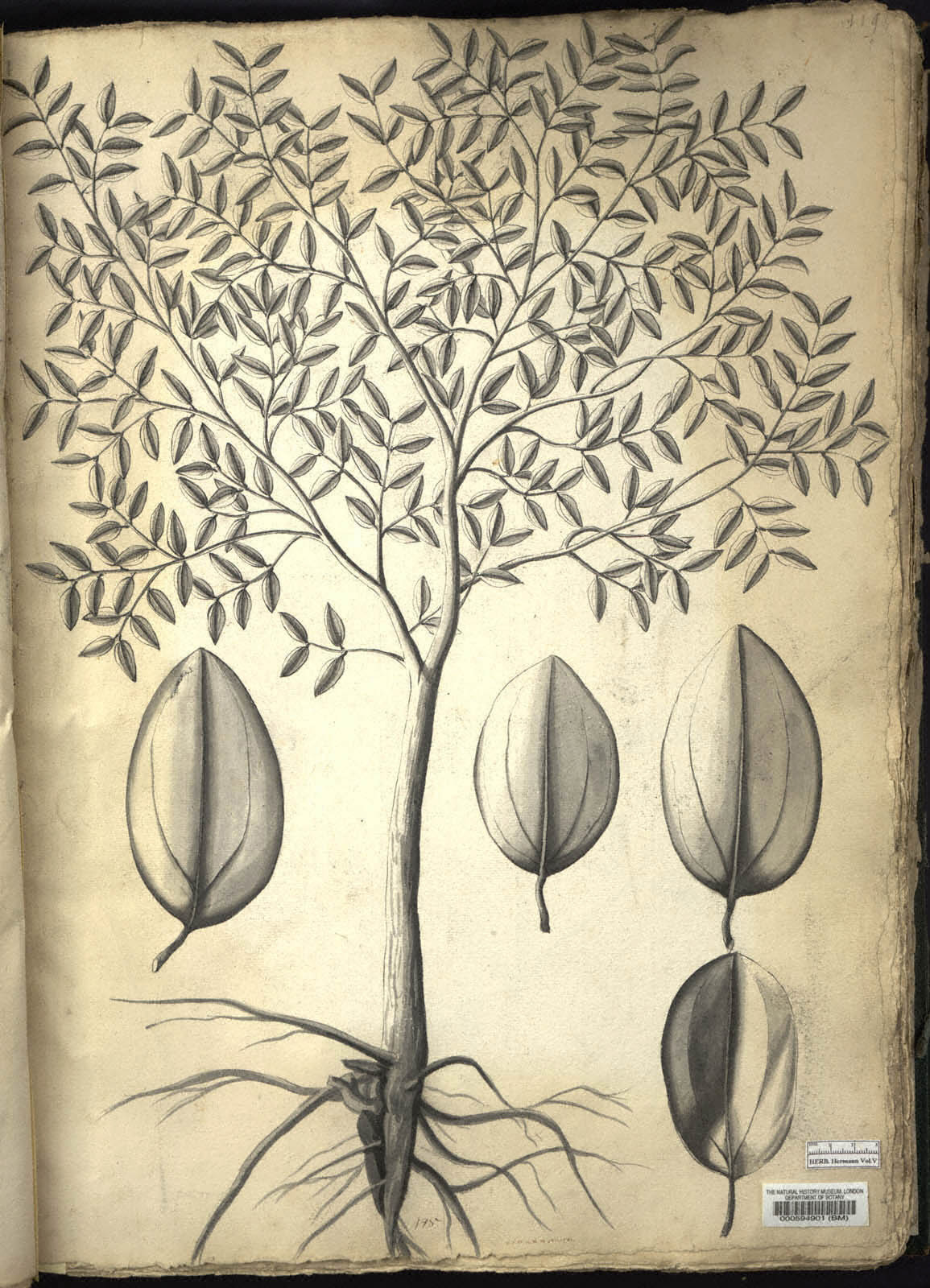
Kaneel, getekend door Paul Hermann rond 1675.

In 1685 werd Pijl bevorderd tot Raad van Indië, en werd bepaald dat hij Hendrik van Reede zou opvolgen als commissaris-generaal als deze zou komen te overlijden. Pijl werkte veel samen met Van Reede, al in zijn tijd als opperhoofd van Tuticorin, waar zij de illegale parelhandel van Johan Nieuhof onderzochten, maar ook in Van Reede's hernieuwd onderzoek naar de financiën van Ceylon en Coromandel. Van Reede zou echter pas in 1691 sterven. In 1685 wilde de Raad Pijl vervangen door Thomas van Rhee, de commandeur van Galle, maar Pijl vroeg of hij nog enkele jaren door mocht gaan. De Raad willigde dat verzoek in, omdat hij zeer op prijs werd gesteld door Raja Singha.
In zijn laatste levensjaren begon Raja Singha, die inmiddels over de tachtig was, toch in te gaan op de toenaderingspogingen van de Compagnie. Hij stuurde gezanten naar Colombo, waaronder in 1686 de hogepriester Ganne Bandara met vier andere hoogwaardigheidsbekleders, die verklaarden dat de koning van alle Hollandse gouverneurs alleen Gerard Hulft en Laurens Pijl had gewaardeerd. In mei '87 liet hij plotseling een groot aantal gevangenen terugkeren naar Colombo, waaronder Van Mierop 'in seer sooberen staet, als zijnde voor lange niet wel bij zijn sinnen geweest'

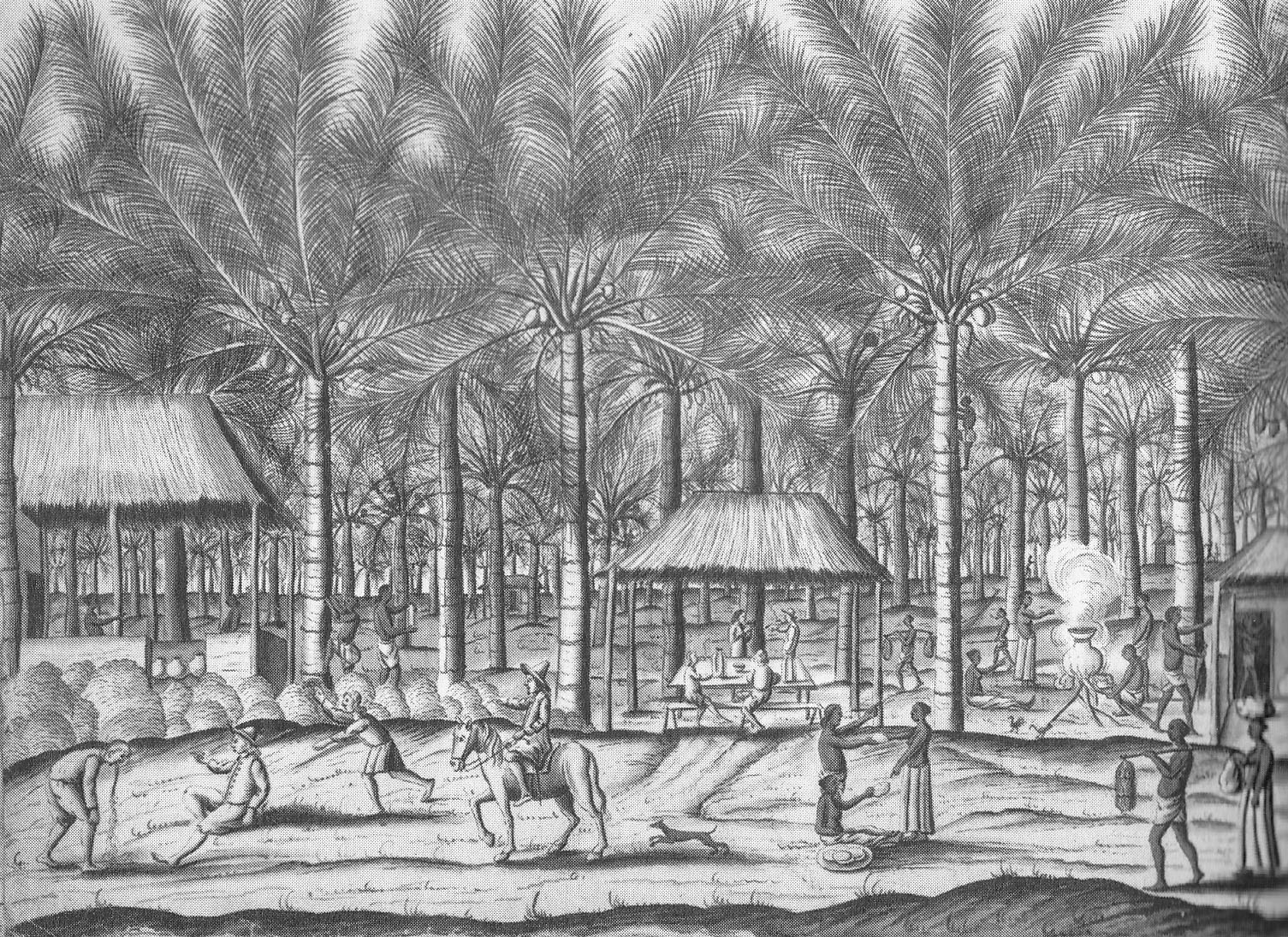
Rechts wordt in een destilleerketel arak gestookt. In het midden een kroeg met Nederlanders.

In december '87 kwam bericht uit Kandy dat Raja Singha, 'oud en misnoegd Companies bondgenoot' was gestorven, na meer dan 50 jaar koning geweest te zijn. Hij had de VOC naar Ceylon gehaald om van de Portugezen af te komen, had in 1638 nog met Westerwold en Coster onderhandeld en sindsdien de gouverneurs zien komen en gaan, en had uiteindelijk de ene vreemde mogendheid door de andere vervangen zien worden. Hij bleek tot verrassing van de VOC een zoon te hebben, die koning werd onder de naam Vimala Dharma Suriya II. Hij was een vrome Boeddhist, en gesteld op vrede met de VOC. Hij liet alle overgebleven Nederlandse gevangenen vrij en stuurde Pijl een geschenk als bewijs van goede wil.
Toch wilde het niet zo vlotten met de vrede. De Kandyianen eisten teruggave van gebieden in het binnenland en opening van de havens bij Kalpitiya en Trincomalee. De Compagnie was daar niet toe genegen. De koning kwam niet naar Colombo zoals hij had aangekondigd en Pijl vond het te gevaarlijk om naar Kandy te gaan. Er kwamen berichten over oorlogsvoorbereiding uit Kandy, terwijl ook Pijl om versterking vroeg. De Heren XVII noch de Raad in Batavia konden echter militairen missen. Ook de Engelsen werden langs de kust gesignaleerd. Men vreesde dat deze 'onredelijke en twistgierige quellers' contact wilden leggen met de nieuwe koning. In Pondicherry waren de Fransen bezig zich te versterken. De Republiek was met Frankrijk in oorlog, dus schepen van de VOC konden soms niet uitvaren als de Franse vloot in de buurt was. In 1693 zou Pondicherry door de VOC veroverd worden.

### Raad van Indië
In januari 1692 vertrok Pijl naar Batavia om zitting te nemen in de Raad van Indië. Van Reede benoemde de commandeur van Galle, Thomas van Rhee, tot zijn opvolger. Van 1693 tot 1700 was Pijl president van de weesmeesters in Batavia en vanaf oktober 1695 ook schepen. In april 1697 volgde hij zijn overleden Raad van Indië collega Isaac de Saint-Martin op als commissaris van de equipagewerf en het ambachtskwartier.
In 1699 vroeg hij ontslag, tegelijk met enkele collega's, maar allen werden verzocht om nog enkele jaren door te dienen. Dat deden ze, en Pijl bleef nog tot in 1705 in de Raad. In de loop van dat jaar werd hij ziek. In mei was hij te zwak om nog documenten op te stellen. Op 18 september stierf hij, na zo'n 50 jaar in Azië te hebben doorgebracht. Hij liet in ieder geval een dochter na, Geertruida, want het is bekend dat zij zijn nalatenschap geregeld heeft.